# نص الليل (فلم)
نص الليل هو فيلم مصري تم إنتاجه عام 1949، تأليف حسين فوزي وبديع خيري وإخراج حسين فوزي و بطولة كاميليا وكارم محمود وعزيز عثمان.

## قصة الفيلم
ابتسام فتاة مدللة تعبث بقلب من يهواها بل وتتعمد أن تعبث بهؤلاء الشباب الذين يجرون وراء الثراء والجمال ولا ترى فيهم من هو جدير بحبها معتمدة في لهوها على ثراء والدها ومركزه الاجتماعى، يحدث أن تلتقى بشاب قوى الشخصية اسمه فرج يرفضها أولاً فيثير فضولها وتقترب منه. يعرف الشاب عن لهوها وعبثها بقلوب الشباب فيقرر أن يغيرها، وبالفعل يستطيع أن يهينها ويشعرها بضآلة حجمها وأنها لا شئ، فترتبط به أكثر إلى أن تتغير طببعتها وتطيح بعبثها وتهيم بفرج الذي يشعرها بأن المرأة ليست مال ولا عبث، وأن هناك من القيم أجمل من لهوها حتى تتغير طبيعتها تمامًا، يستطيع فرج أن يجعل لابتسام شخصية أخرى صالحة للزواج ورعاية البيت، يتزوجان في النهاية.

## فريق العمل
إخراج: حسين فوزي
تأليف:
- حسين فوزي
- بديع خيري

بطولة:
- كاميليا
- كارم محمود
- عزيز عثمان
- إسماعيل ياسين
- هدى شمس الدين
- ثريا حلمي
- سعاد أحمد
- زكي إبراهيم
- رياض القصبجي

## روابط خارجية
- مقالات تستعمل روابط فنية بلا صلة مع ويكي بيانات